# 人民的旗手
人民的旗手（羅馬化：Narodnyy Bayraktar），是一系列為烏克蘭武裝部隊購買土耳其拜卡「旗手」TB2無人機的籌款項目。籌款項目在立陶宛、波蘭和烏克蘭本身取得了成功。類似的項目也在挪威和加拿大進行。

## 籌款

### 立陶宛
烏克蘭武裝部隊的「旗手」籌款活動首次在立陶宛舉行，活動由立陶宛電視節目主持人安德里斯·塔皮納斯（Andrius Tapinas）宣布。這一舉措得到了立陶宛國防部和土耳其國防部的批准。立陶宛人在三天內籌集了超過500萬歐元。2022年6月2日，攻擊無人機製造商拜卡公司宣布將向立陶宛的籌款活動捐贈拜卡「旗手」TB2無人機。立陶宛國防部長阿維達斯·阿努紹斯卡斯（Arvydas Anušauskas）強調，立陶宛將使用籌集的資金購買攻擊無人機所需的彈藥。
2022年6月9日，立陶宛郵政開始銷售印有拜卡「旗手」TB2無人機形象的郵票。購買郵票的半數款項將捐給慈善基金「藍與黃」（立陶宛語：Mėlyna ir geltona）的賬戶，用於向烏克蘭提供人道主義援助。

### 烏克蘭
2022年6月22日，電視節目主持人兼公眾人物謝爾蓋·普里特拉（Сергій Притула）在他的生日那天宣布了一項針對拜卡「旗手」TB2無人機的全烏克蘭籌款活動。據他介紹，「人民的旗手」項目籌備大約一個月。
籌款開始第1天就收集了大約3億烏克蘭格里夫納。籌款第3天，5億款額全部募集完畢並超額完成。根據普里特拉的說法，截至2022年6月24日晚上，已收集了超過6億烏克蘭格里夫納，這使到有足夠資金訂購4架拜卡「旗手」TB2無人機而非3架。
籌款口號之一是這樣的一句話：「就算6個烏克蘭格里夫納也很重要」。
烏克蘭總統辦公室主任顧問米哈伊洛·波多利亞克也對完成籌款發表了評論：「在短短三天內，安德里斯·塔皮納斯和立陶宛人民為烏克蘭的『旗手』籌集了600萬歐元。謝爾蓋·普里特拉基金會和烏克蘭人民再次挑戰，將再購買四隻『鳥』。我們會贏，因為來自世界各地的真正人類都站在我們身後。對於俄羅斯聯邦來說，只剩下陰鬱和空虛。」
《雅虎》、 《天空新聞台》、《政客》、《土耳其廣播電視公司新聞頻道》等國際大眾媒體積極報導了戰鬥無人機的資金籌集情況。
籌款完成後，拜卡公司宣布不會收取6億烏克蘭格里夫納，而且向烏克蘭免費贈送3架無人機，部份已籌集資金改為捐贈給在烏克蘭境內的難民慈善機構。2022年8月18日，普里特拉通過YouTube影片和Notion上的帖子宣布，籌集的資金用於與芬蘭衛星製造商ICEYE進行交易。這筆交易使烏克蘭國防部可以完全使用ICEYE一顆衛星的所有系統和全部功能，這個衛星已經在該地區的軌道上運行。普里特拉表示，已購買衛星「一年多」訪問權限。3架「旗手」無人機於2022年9月5日抵達烏克蘭，此後被派往前線。他們被命名為「麻煩」（Халепа）、「棍子」（Ковінька）和「顫抖」（Трясця）；這三個名字都是烏克蘭語中的感嘆詞，用來表達憤怒或不滿。這些名字的寓意是敵方士兵在被無人機攻擊時會憤怒地大喊大叫。

### 波蘭
2022年6月28日，繼立陶宛和烏克蘭之後，由波蘭記者斯拉沃米爾·西拉科夫斯基（Sławomir Sierakowski）發起的「旗手」籌款活動在波蘭展開。籌款計劃為期30天，預計籌集450萬波蘭茲羅提。截至2022年6月30日，已有100萬波蘭茲羅提被收集。
籌款總共籌集了2250萬波蘭茲羅提，超過了計劃目標。而這一次拜卡公司也同樣向烏克蘭免費提供了「旗手」無人機，而分配的資金則用於人道主義援助。斯拉沃米爾·西拉科夫斯基發表了拜卡公司董事會的一封信。